# Ur uralkodóinak listája
Ur az ókori Sumer egyik jelentős városállama volt az i. e. 3. évezredben. Uralkodói többször megszerezték az egész Sumer feletti főhatalmat is.
| Uralkodó                                                                              | Rövid kronológia | Középső kronológia | Hosszú kronológia  | Megjegyzés |
| ------------------------------------------------------------------------------------- | ---------------- | ------------------ | ------------------ | --- |
| (Sumerben: I. uruki dinasztia) → I. uri dinasztia → (Sumerben: avani dinasztia)       |                  |                    |                    | |
| Meszkalamdug                                                                          |                  |                    |                    | viselte a „Kis királya” címet, nem szerepel a sumer királylistán                                                    |
| Meszannepadda                                                                         |                  | i. e. 2650 körül   |                    | Meszkalamdug fia, vele kezdődik a sumer királylista I. Ur-i dinasztiája; a Tummal-felirat alapján Gilgames kortársa |
| Aannepadda                                                                            |                  |                    |                    | |
| Meszkiagnunna                                                                         |                  |                    |                    | |
| Elulu                                                                                 |                  |                    |                    | |
| Balulu                                                                                |                  |                    |                    | |
| (Sumerben: II. uruki dinasztia) → II. uri dinasztia → (Sumerben: adabi dinasztia)     |                  |                    |                    | |
| Lugalkinisedudu                                                                       |                  |                    |                    | |
| Lugalkiszalszi                                                                        |                  |                    |                    | |
| Kaku                                                                                  |                  | i. e. 2270-es évek | i. e. 2310-es évek | Rímus akkád király kortársa, aki foglyul ejtette őt.                                                                |
| (Sumerben: V. uruki dinasztia) → III. uri dinasztia → (Sumerben: I. iszini dinasztia) |                  |                    |                    | |
| Ur-Nammu                                                                              |                  | i. e. 2112 – 2095  |                    | |
| Sulgi                                                                                 |                  | i. e. 2094 – 2047  |                    | Ur-Nammu fia |
| Amar-Szín                                                                             |                  | i. e. 2046 – 2038  |                    | Sulgi fia |
| Su-Szín                                                                               |                  | i. e. 2037 – 2029  |                    | Sulgi fia |
| Ibbí-Szín                                                                             |                  | i. e. 2028 – 2004  |                    | Su-Szín fia, az elámiak Ansanba hurcolták fogolyként                                                                |